# Gaietà I Boncompagni-Ludovisi
Gaietà I Boncompagni-Ludovisi (Isola di Liri, 21 d'agost de 1706 - Roma, 24 de maig de 1777) fou fill d'Antoni I Boncompagni-Ludovisi i de Maria Eleonora I Boncompagni. Va succeir al pare indivisament amb la mare el 1731 i a la mare el 1745 (de fet d'aquestos anys, fou durant deu anys menor d'edat). Fou príncep de Piombino i marques de Populonia, i les altres titulacions inherents (senyor de Scarlino, Populonia, Vignale, Abbadia del Fango, Suvereto, Buriano, Elba, Montecristo, Pianosa, Cerboli i Palmaiola, Duc de Sora i Arce, príncep de Venosa, marquès de Vignola i comte de Conza (1721-1777). El 1747 va vendre el feu de Castelvetere a la família Beaumont.
El 7 de novembre de 1726 es va casar amb Laura Chigi della Rovere, de la família dels ducs de Zagarolo, nascuda el 1707 i que va morir el 8 d'octubre de 1792. D'aquest matrimoni van néixer quatre fills: Maria Teresa (1728-1729), Marianna (1730-1812, casada amb Francesco Cattaneo della Volta príncep de San Nicandro, duc de Termoli i de Casalmaggiore, i comte d'Aversa), i Antoni II Boncompagni-Ludovisi que el va succeir.